# Mesocricetus raddei
Mesocricetus raddei е вид бозайник от семейство Хомякови (Cricetidae).

## Разпространение
Видът е разпространен в Грузия и Русия.